# Christine och Léa Papin
Christine Papin (8 mars 1905–18 maj 1937) och Léa Papin (15 september 1911–24 juli 2001) var två franska hembiträden som mördade sin arbetsgivares fru och dotter i Le Mans i Frankrike, den 2 februari 1933. Händelsen hade ett betydande inflytande på franska intellektuella som Jean Genet, Jean-Paul Sartre och Jacques Lacan, vilka försökte analysera det, och det sågs av vissa som en symbol för klasskamp. Fallet har legat till grund för ett antal filmer och teaterpjäser.

## Liv och brottslighet
Christine och Léa hade vuxit upp i byarna söder om Le Mans. De hade en äldre syster, Emilia, som blev nunna. Båda tillbringade tid på institutioner som en följd av föräldrarnas skilsmässa. När de blev äldre arbetade de som hembiträden i olika hem i Le Mans, och då det var möjligt föredrog de att arbeta för samma arbetsgivare.
Från cirka 1926 arbetade de i hemmet hos René Lancelin, en pensionerad advokat, i Le Mans. Familjen bestod också av hans fru och vuxna dotter, som fortfarande bodde hos sina föräldrar (en andra dotter var gift). Hembiträdena var två mycket tysta och tillbakadragna unga flickor, som höll sig för själva och inte hade några intressen förutom varandra.
Den 2 februari 1933 skulle René Lancelin träffa sin hustru och dotter på middag hemma hos en vän. När de inte dök upp blev han orolig, och gick tillbaka hem. Han kunde inte ta sig in, eftersom dörrarna var låsta, men han kunde se ett ljussken från jungfrukammaren. Han gick då till polisen, vilka kom in i huset genom att klättra över den bakre väggen. Inomhus hittades kropparna av fru Lancelin och hennes dotter. Fru Lancelins ögon hade stuckits ut och fanns i veck i scarfen runt halsen. De två hembiträdena hittades på övervåningen. De erkände att de hade dödat de båda kvinnorna. Vapnen som använts var en kökskniv, en hammare och en kanna som hade stått vid trappans övre del.
Systrarna fick fängelse och skildes då från varandra. Christine blev väldigt bekymrad då hon inte kunde träffa Léa, men i ett skede lät myndigheterna henne träffa sin syster. I juli 1933 upplevde Christine ett slags period, då hon försökte trycka ut sina egna ögon och måste sättas i tvångströja. Hon gjorde sedan ett uttalande till undersökningsdomaren, vari hon sade att hon sedan den dag hon utförde morden också försökt trycka ut sina ögon, och att detta fick henne att begå morden.
Fallet fick en stor inverkan på allmänheten, och debatterades mycket av intellektuella. Många ansåg att morden var resultatet av "utnyttjande av anställda", med tanke på att hembiträden brukade arbeta fjorton timmar om dagen, med bara en halv ledig dag varje vecka.

## Rättegång

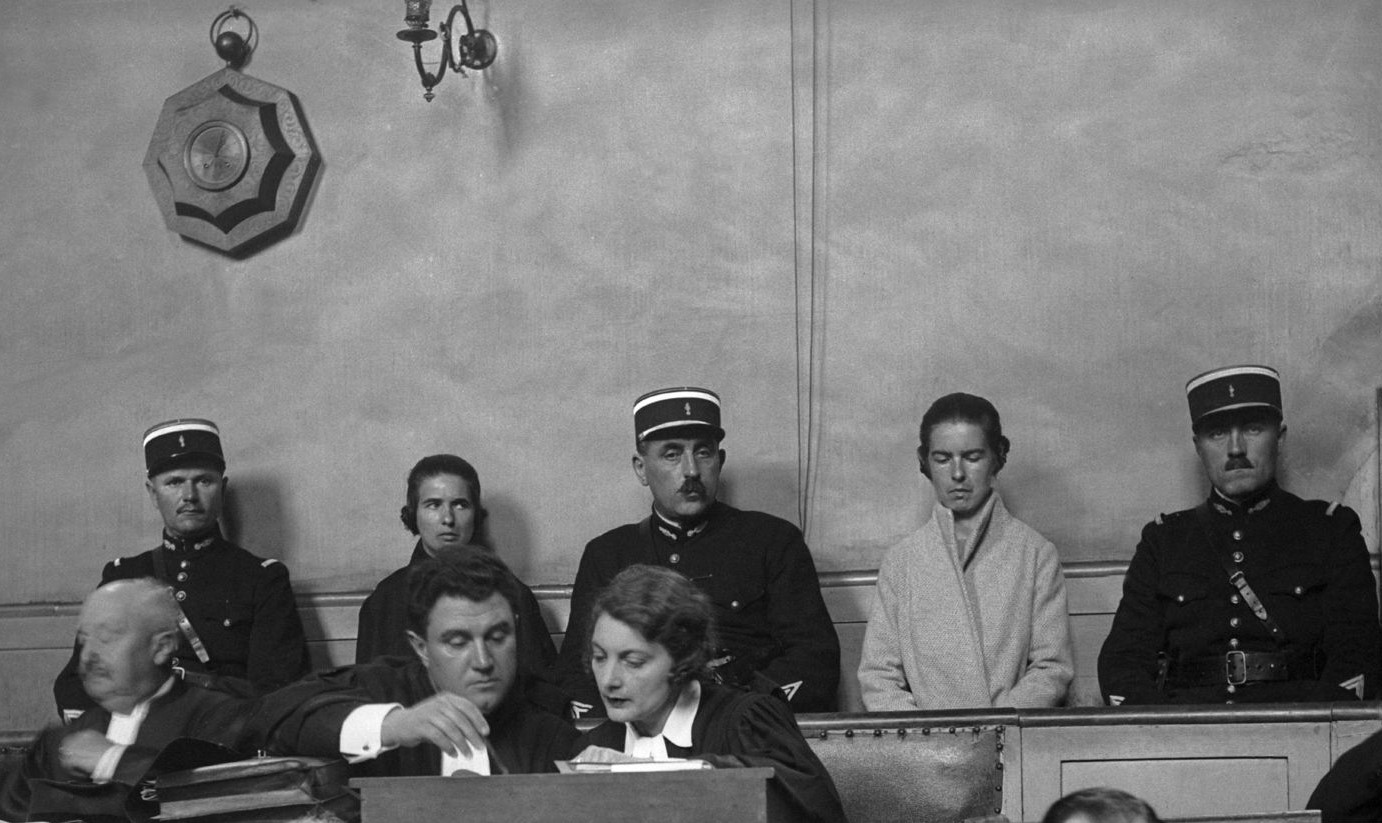
Systrarna under rättegången.

Rättegången inleddes i september 1933. Folkmassor samlades utanför Le Mans domstolsbyggnad och polisen var tvungna att komma dit för att upprätthålla ordningen. Under rättegången förklarade flickorna att Christine hade råkat i diskussion med fru Lancelin och hennes dotter. Léa hade då lagt sig i, och Christine hade skrikit åt henne "–Slit ut hennes ögon" med hänvisning till fru Lancelin. Samma sak hände dock med dottern, och Christine hade då gått till köket för att hämta vapen. Slagen och huggen riktades mot huvudena, och utplånade praktiskt taget deras ansikten. Hembiträdena stack ut ögonen med fingrarna.
Medicinska vittnesmål under rättegången tydde på att Christine, som hade genomsnittlig intelligens, var den dominerande personen i förhållandet. Léa, som hade lägre intelligens, hade blivit dominerad till den punkt att hennes personlighet praktiskt hade taget hade försvunnit in i Christines. Psykisk sjukdom hade också funnits i familjen, och deras far hade anklagats för att ha våldtagit deras äldre syster, Emilia. Båda flickorna befanns ofrånkomligen skyldiga, och Christine dömdes till döden. Léa fick ett straff på tio års fängelse eftersom hon hade varit så dominerad av Christine.
Christine dödsdom omvandlades senare till livstids fängelse, vilket var vanligt i fall med kvinnor. Även i fängelse, visade hon akuta tecken på galenskap och en intensiv längtan efter sin syster. Hon blev allvarligt deprimerad, vägrade ofta äta. Senare överfördes hon till mentalsjukhus vid Rennes, där hon avled i kakexi den 18 maj 1937.
Léa Papin släpptes från fängelset 1941, efter att ha fått sitt straff minskat till åtta år, på grund av gott uppförande. Hon bodde då i staden Nantes, där hon fick sällskap av sin mor och arbetade på hotell under falskt namn. Hon ansågs länge ha avlidit 1982, men detta ifrågasattes år 2000 av den franske filmaren Claude Ventura. Claude Ventura gjorde en dokumentärfilm, En Quête des Soeurs Papin (På spaning efter Systrarna Papin), i vilken han påstod sig ha hittat Léa levande på ett sjukhem i Frankrike. Hon var delvis förlamad till följd av en stroke och kunde inte tala, men hon syntes i filmen. Denna Léa dog 2001. Det är inte känt om Ventura hade dokumentation för att styrka identiteten.

## Verk som behandlar fallet
- Jungfruleken, en teaterpjäs av Jean Genet
- Jungfrulek, en film baserad på teaterpjäsen, regisserad av Christopher Miles
- My Sister in This House,  en teaterpjäs av Wendy Kesselman
- Sister My Sister, en filmversion av teaterpjäsen, regisserad av Nancy Meckler
- Les Abysses, a film directed by Nikos Papatakis
- Les Soeurs Papin, en bok av R. le Texier
- Blood Sisters, en teaterpjäs och TV-pjäs av Neil Paton
- L'Affaire Papin, en bok av Paulette Houdyer
- La Solution du passage à l'acte, en bok av Francis Dupré
- Paris Was Yesterday, en bok av Janet Flanner
- La Ligature, en kortfilm av Gilles Cousin
- Les Meurtres par Procuration, en bok av Jean-Claude Asfour
- Lady Killers, en bok av Joyce Robins
- Minotaure #3, 1933, tidskrift
- The Maids (Jungfrurna), 1994, en opera av Peter Bengtson
- Les Blessures assassines (engelska: Murderous Maids), en film av Jean-Pierre Denis
- En Quete des Soeurs Papin (In Search of the Papin Sisters), en dokumentärfilm av Claude Ventura
- Gros Proces des l'Histoire, en bok av M. Mamouni
- L'Affaire Papin, en bok av Genevieve Fortin
- The Papin Sisters, en bok av Rachel Edwards och Keith Reader
- The Maids, ett konstverk av Paula Rego

## Les Bonnesav Jean Genet
Pjäsen Jungfruleken ("Les Bonnes"), av franske författaren Jean Genet, är löst baserad på systrarna Papin. Även om många saker har förändrats, behandlas hembiträdenas missnöje med sina jobb, vilket yttrar sig i ett hat mot deras arbetsgivare. Jean Genets fascination för brottet berodde på ifrågasättande av medelklassen, samt förståelse för hur en mördare kan hamna i rampljuset efter uppmärksammade brott.

### Fotnoter
1. ↑   Forografier. Hämtad 24 juli 2008
2. ↑  Dupré 1984, s. 17–265.
3. ↑  Edwards & Reader 1984, s. 4–19.